# 西座倉村
西座倉村（にしざぐらむら）は、かつて岐阜県揖斐郡にあった村。
現在の安八郡神戸町西座倉に該当する。

## 歴史
- 1889年（明治22年）7月1] - 町村制により西座倉村が発足。
- 1897年（明治30年）4月1日[1] - 大野郡の一部と池田郡の合併により、当村は揖斐郡の村となる。
- 1897年（明治30年）4月1日 - 加納村、上磯村、郡家村、本庄村、下座倉村、下磯村、五ノ里村、下南方村と合併し川合村が発足。同日西座倉村廃止。
- 1957年（昭和32年） - 神戸町との合併を強く望んでいた川合村の南部の地区（本庄、下座倉、西座倉）の住民に対し、分村の賛否を住民投票を実施。結果は分村賛成が過半数以上となるが、法定得票数に満たなかったため、実質分村は否決される。
- 1959年（昭和34年） - 住民と村との話し合いにより、西座倉地区は1957年の住民投票では全員が分村賛成であったことから、「近い将来、西座倉地区を分離し、神戸町に編入する。」という条件を入れて、川合村は大野町への編入が決定される。
- 1960年（昭和35年）1月1日 - 川合村が大野町に編入される。
- 1960年（昭和35年）4月1日 - 西座倉地区が分離し、神戸町に編入される。